# Svanøy
Svanøy er den sydligste og frodigste ø i Flora kommune i Vestland fylke i Norge. Her lever planter og træer man normalt ikke finder på Vestlandet, for eksempel kristtorn. Svanøys historie er mangfoldig og går langt tilbage. I forrige århundrede var øen det vigtigste center i regionen, med stor aktivitet med eksport og skibsfart. Over 100 mand arbejdedet i kobbergrubene, haugianerne, der ejede Svanøy Hovedgård var storproducenter af salt, her blev bygget skibe og drevet storgård.
Der er rejst et stenkors til ære for Olav den hellige og der er en offerplads fra vikingetiden, hvor Erik Blodøkse blev født på øen. Navnet har øen fået efter biskop Hans Svane som ejede Svanøy Hovedgård i perioden 1662–1685. I dag har øen ca. 70 indbyggere.